# Cimetière militaire britannique de Bellicourt
Le cimetière militaire britannique de Bellicourt (Bellicourt British Cemetery) est un cimetière militaire de la Première Guerre mondiale situé sur le territoire de la commune de Bellicourt dans le département de l'Aisne.

## Historique
Tous les hommes enterrés dans ce cimetière tombèrent entre le 29 septembre et le 5 octobre 1918 lors de la bataille de la Ligne Hindenburg, le long du canal de Saint-Quentin. Après de sanglants combats, les troupes britanniques, australiennes et américaines parvinrent à franchir la Ligne Hindenburg, action capitale pour la fin de la guerre un mois plus tard.

## Caractéristique
Cet  imposant cimetière, situé à l'ouest du village sur la route de Nauroy, comporte les tombes de 1 205 soldats, dont 313 sont non identifiés. Le cimetière a été conçu par Charles Holden .

## Galerie

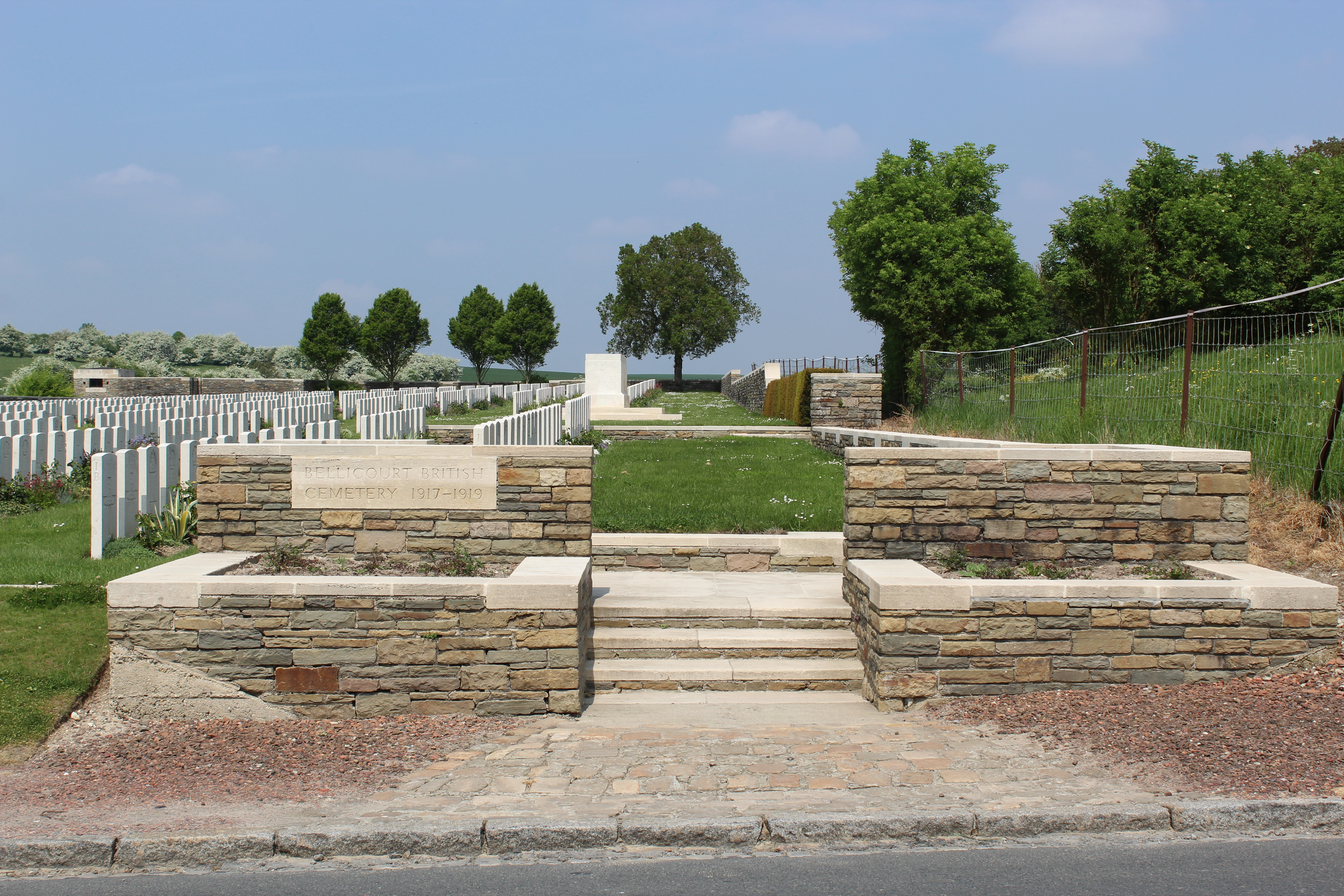
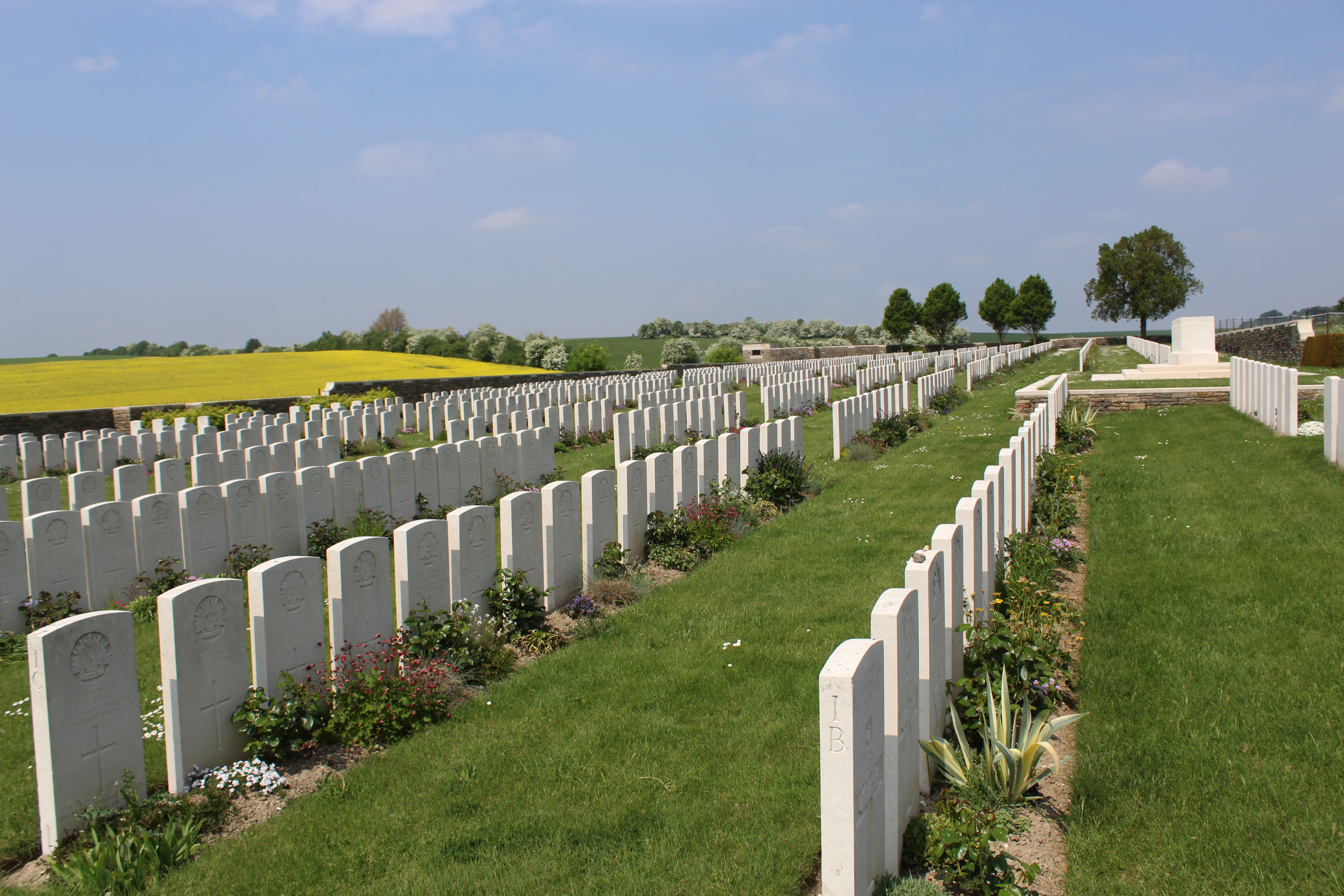
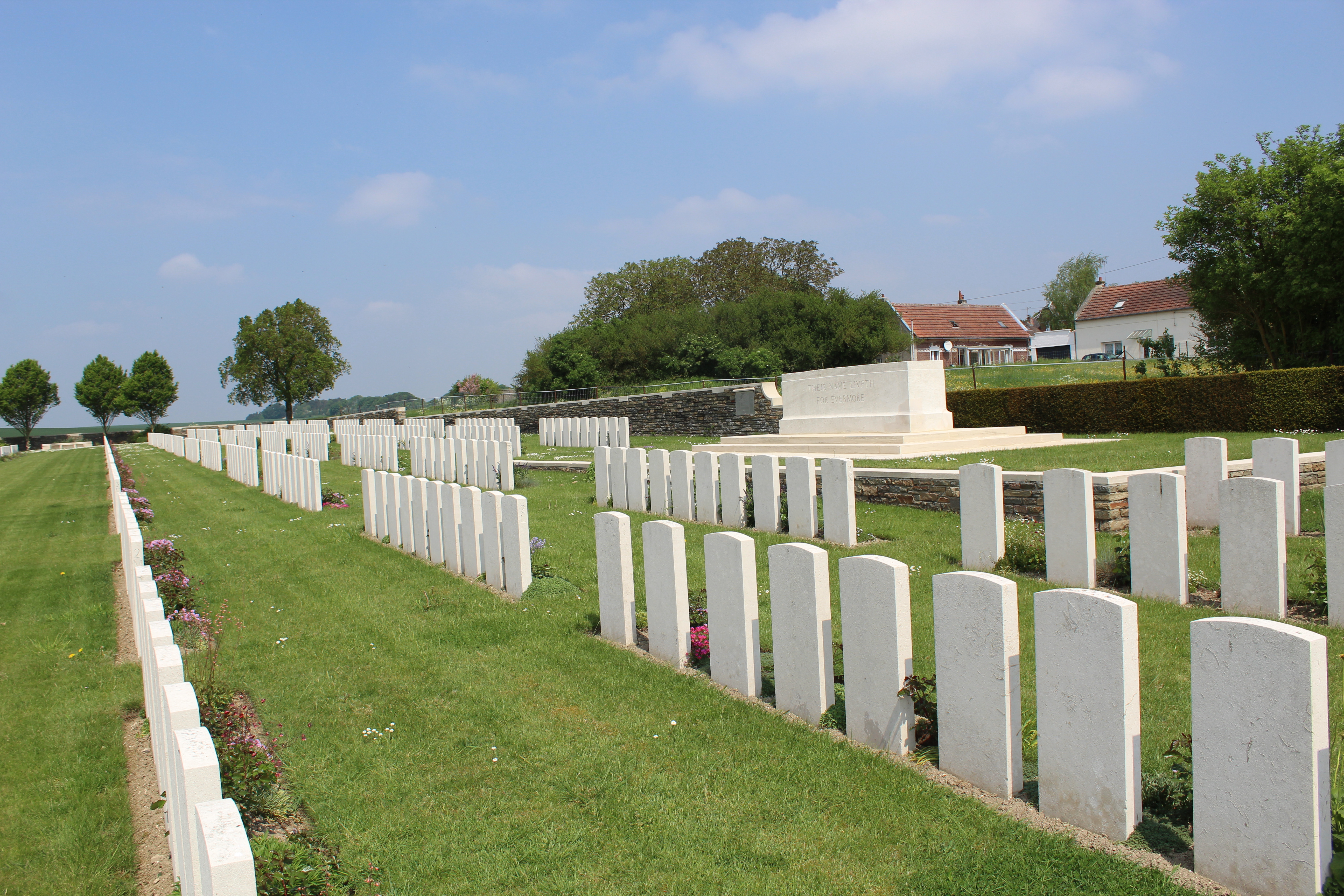
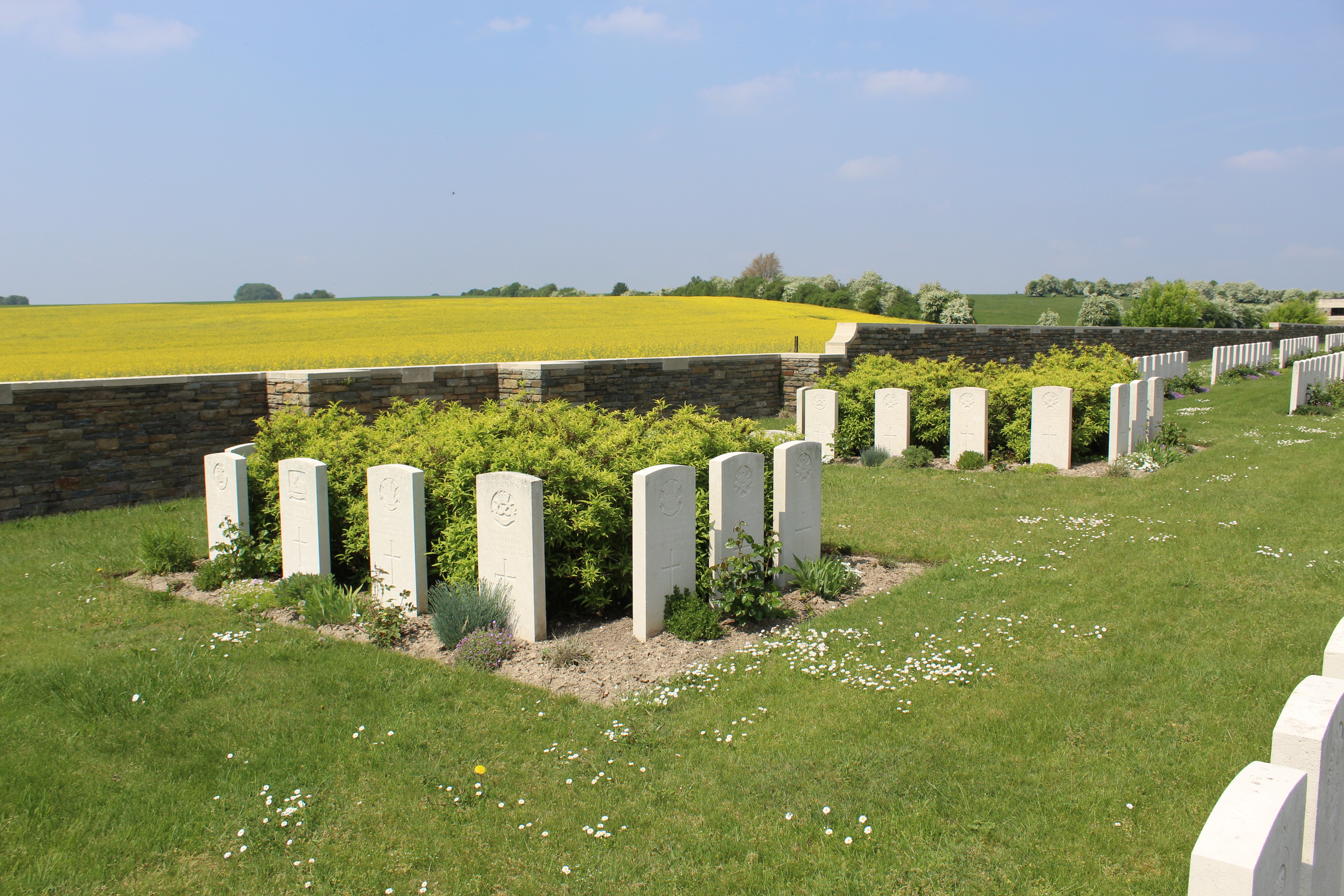

## Sépultures
| Pays           | Sépultures |
| -------------- | ---------- |
| Royaume-Uni    | 892        |
| Australie      | 307        |
| Afrique du Sud | 5          |
| Canada         | 1          |
| Total          | 1205       |